# Opius zacapuensis
Espèce
Opius zacapuensis est une espèce d'insectes hyménoptères de la famille des Braconidae. On le trouve notamment au Mexique.